# Luigi Mastrangelo
Luigi Mastrangelo (* 17. August 1975 in Mottola) ist ein italienischer Volleyballspieler. Er nahm an vier olympischen Turnieren teil und wurde dreimal Europameister.

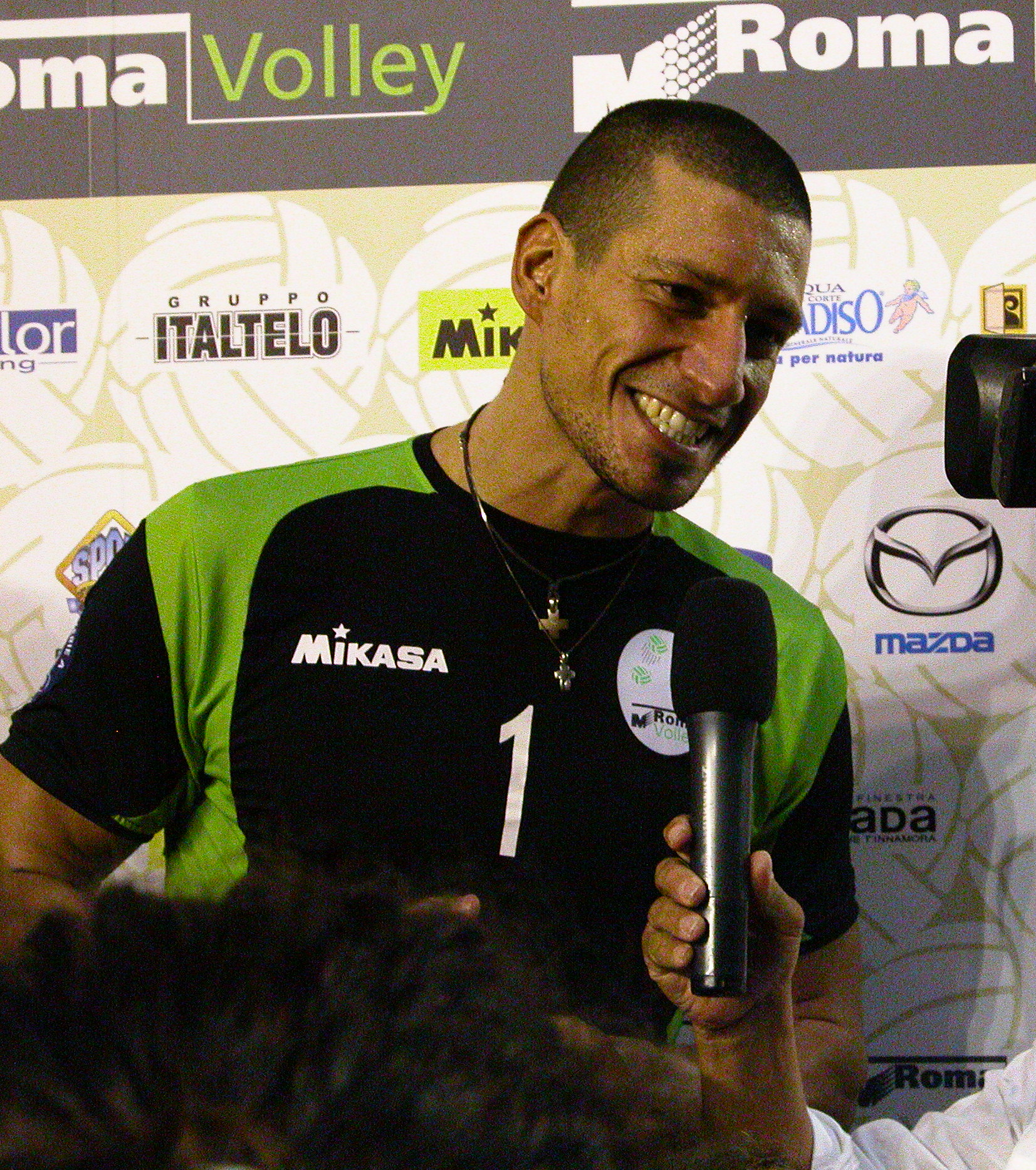
Mastrangelo nach seinem ersten Spiel für Roma Volley 2006

## Karriere
Mastrangelo begann seine Karriere 1991 im Nachwuchsteam seiner Heimatstadt. Von 1992 bis 1994 spielte er bei Beton Matera in der Liga B1 sowie in der Jugend von Gonzaga Milano. 1994 wechselte der Mittelblocker erstmals zum Erstligisten Alpitour Traco Cuneo. Die nächsten beiden Spielzeiten verbrachte er jedoch zunächst wieder bei den klassentieferen Vereinen VBC Mondovì (B1) und Formaggi Sardi Sant’Antioco (A2). 1997 kehrte er nach Cuneo zurück. Mit dem Verein gewann Mastrangelo 1998 den Europapokal der Pokalsieger und ein Jahr später den italienischen Pokal. Am 28. Mai 1999 gab er im Weltliga-Spiel in Sydney gegen Australien sein Debüt in der italienischen Nationalmannschaft, die den Wettbewerb dann schließlich gewann. Im gleichen Jahr wurde Italien mit Mastrangelo außerdem durch einen Sieg gegen Russland Europameister. 2000 verteidigten die Italiener erfolgreich den Titel in der Weltliga. Bei den Olympischen Spielen in Sydney gewann Mastrangelo mit dem Team die Bronzemedaille. 2001 folgte ein weiterer Sieg in der Weltliga und 2002 war Mastrangelo mit Cuneo im italienischen Pokal und im CEV-Pokal erfolgreich. Anschließend wechselte er innerhalb der Liga zu Lube Macerata. Mit seinem neuen Verein gelang ihm erneut der Pokalsieg. Die Italiener gewannen 2003 den World Cup. Bei der EM in Deutschland verteidigten sie den Titel und Mastrangelo erhielt eine individuelle Auszeichnung als bester Blocker. 2004 verpasste die Nationalmannschaft den nächsten Titel knapp durch eine Niederlage gegen Brasilien. Im Finale des olympischen Turniers unterlag sie demselben Gegner. 2005 wurde Italien hingegen im eigenen Land zum dritten Mal in Folge Europameister; Mastrangelo war wieder bester Mittelblocker des Turniers. Anschließend ging er für eine Saison zu Cimone Modena, bevor er 2006 von M. Roma Volley verpflichtet wurde. 2008 gewann Mastrangelo mit den Römern vor eigenem Publikum den CEV-Pokal. Nach einer Saison bei Stamplast Martina Franca kam er 2009 zu seinem heutigen Verein BreBanca Lannutti Cuneo. In seiner ersten Saison nach der Rückkehr nach Cuneo wurde er italienischer Meister und schaffte den erneuten Sieg im CEV-Pokal. 2011 folgte der Gewinn des nationalen Pokals. Mit der Nationalmannschaft verlor er das Finale der Europameisterschaft gegen Serbien. 2012 gewann er mit Italien bei den Olympischen Spielen in London die Bronzemedaille.